# Ordina Open 2004 - Qualificazioni singolare maschile
Le qualificazioni del singolare maschile dell'Ordina Open 2004 sono state un torneo di tennis preliminare per accedere alla fase finale della manifestazione. I vincitori dell'ultimo turno sono entrati di diritto nel tabellone principale. In caso di ritiro di uno o più giocatori aventi diritto a questi sono subentrati i lucky loser, ossia i giocatori che hanno perso nell'ultimo turno ma che avevano una classifica più alta rispetto agli altri partecipanti che avevano comunque perso nel turno finale.
Le qualificazioni del torneo Ordina Open 2004 prevedevano 32 partecipanti di cui 4 sono entrati nel tabellone principale.

## Teste di serie
1. Jean-Claude Scherrer (Qualificato)
2. Marcus Sarstrand (secondo turno)
3. Jacob Adaktusson (ultimo turno)
4. Nicolás Todero (primo turno)

1. Paul Logtens (ultimo turno)
2. Kirill Ivanov-Smolensky (ultimo turno)
3. Philipp Petzschner (Qualificato)
4. Michael Kohlmann (Qualificato)

## Qualificati
1. Jean-Claude Scherrer
2. George Bastl

1. Philipp Petzschner
2. Michael Kohlmann

## Tabellone

### Legenda
| - Q = Qualificato - WC = Wild card - LL = Lucky loser | - ALT = Alternate - SE = Special Exempt - PR = Protected Ranking | - w/o = Walkover - r = Ritirato - d = Squalificato |

### Sezione 1
|  | Primo turno         | Primo turno           | Primo turno           | Primo turno | Primo turno |  |  | Secondo turno | Secondo turno        | Secondo turno        | Secondo turno   | Secondo turno |    |   | Ultimo turno | Ultimo turno         | Ultimo turno | Ultimo turno | Ultimo turno |  |
|  |                     |                       |                       |             |             |  |  |               |                      |                      |                 |               |    |   |              |                      |              |              |              |  |
|  | 1                   | Jean-Claude Scherrer  | Jean-Claude Scherrer  | 6           | 6           |  |  |               |                      |                      |                 |               |    |   |              |                      |              |              |              |  |
|  |                     | Christopher Koderisch | Christopher Koderisch | 3           | 2           |  |  | 1             | Jean-Claude Scherrer | Jean-Claude Scherrer | 7               | 7             |    |   |              |                      |              |              |              |  |
|  | Michel Koning       | Michel Koning         | Michel Koning         | 6           | 6           |  |  |               | Michel Koning        | Michel Koning        | 65              | 65            |    |   |              |                      |              |              |              |  |
|  | Mariusz Fyrstenberg | Mariusz Fyrstenberg   | Mariusz Fyrstenberg   | 3           | 4           |  |  |               |                      |                      |                 |               |    |   | 1            | Jean-Claude Scherrer | 6            | 7            | 6            |  |
|  | Rodolphe Cadart     | Rodolphe Cadart       | Rodolphe Cadart       | 7           | 6           |  |  |               |                      | 5                    | Paul Logtens    | 7             | 62 | 4 |              |                      |              |              |              |  |
|  | Boy Wijnmalen       | Boy Wijnmalen         | Boy Wijnmalen         | 6           | 3           |  |  |               | Rodolphe Cadart      | Rodolphe Cadart      | Rodolphe Cadart | 1r            |    |   |              |                      |              |              |              |  |
|  | 5                   | Paul Logtens          | Paul Logtens          | 7           | 6           |  |  | 5             | Paul Logtens         | Paul Logtens         | Paul Logtens    | 3             |    |   |              |                      |              |              |              |  |
|  |                     | Nicolas Renavand      | Nicolas Renavand      | 63          | 2           |  |  |               |                      |                      |                 |               |    |   |              |                      |              |              |              |  |

### Sezione 2
|  | Primo turno     | Primo turno             | Primo turno             | Primo turno | Primo turno |  |  | Secondo turno | Secondo turno           | Secondo turno    | Secondo turno           | Secondo turno           |   |   | Ultimo turno | Ultimo turno | Ultimo turno | Ultimo turno | Ultimo turno |  |
|  |                 |                         |                         |             |             |  |  |               |                         |                  |                         |                         |   |   |              |              |              |              |              |  |
|  | 2               | Marcus Sarstrand        | 6                       | 0           | 6           |  |  |               |                         |                  |                         |                         |   |   |              |              |              |              |              |  |
|  |                 | Martijn Van Haasteren   | 4                       | 6           | 3           |  |  | 2             | Marcus Sarstrand        | Marcus Sarstrand | 3                       | 4                       |   |   |              |              |              |              |              |  |
|  | George Bastl    | George Bastl            | George Bastl            | 7           | 6           |  |  |               | George Bastl            | George Bastl     | 6                       | 6                       |   |   |              |              |              |              |              |  |
|  | Serhij Bubka    | Serhij Bubka            | Serhij Bubka            | 5           | 4           |  |  |               |                         |                  |                         |                         |   |   |              | George Bastl | George Bastl | 7            | 6            |  |
|  | Dmitrij Sitak   | Dmitrij Sitak           | 3                       | 7           | 6           |  |  |               |                         | 6                | Kirill Ivanov-Smolensky | Kirill Ivanov-Smolensky | 5 | 2 |              |              |              |              |              |  |
|  | Sebastian Linda | Sebastian Linda         | 6                       | 65          | 2           |  |  |               | Dmitrij Sitak           | 65               | 6                       | 3                       |   |   |              |              |              |              |              |  |
|  | 6               | Kirill Ivanov-Smolensky | Kirill Ivanov-Smolensky | 6           | 6           |  |  | 6             | Kirill Ivanov-Smolensky | 7                | 3                       | 6                       |   |   |              |              |              |              |              |  |
|  |                 | Bertrand Contzler       | Bertrand Contzler       | 2           | 4           |  |  |               |                         |                  |                         |                         |   |   |              |              |              |              |              |  |

### Sezione 3
|  | Primo turno     | Primo turno        | Primo turno     | Primo turno | Primo turno |  |  | Secondo turno | Secondo turno      | Secondo turno      | Secondo turno      | Secondo turno |   |   | Ultimo turno | Ultimo turno     | Ultimo turno | Ultimo turno | Ultimo turno |  |
|  |                 |                    |                 |             |             |  |  |               |                    |                    |                    |               |   |   |              |                  |              |              |              |  |
|  | 3               | Jacob Adaktusson   | 4               | 6           | 6           |  |  |               |                    |                    |                    |               |   |   |              |                  |              |              |              |  |
|  |                 | Robin Haase        | 6               | 4           | 3           |  |  | 3             | Jacob Adaktusson   | Jacob Adaktusson   | 6                  | 6             |   |   |              |                  |              |              |              |  |
|  | Ervin Eleskovic | Ervin Eleskovic    | Ervin Eleskovic | 7           | 6           |  |  |               | Ervin Eleskovic    | Ervin Eleskovic    | 4                  | 2             |   |   |              |                  |              |              |              |  |
|  | Dominique Coene | Dominique Coene    | Dominique Coene | 6           | 2           |  |  |               |                    |                    |                    |               |   |   | 3            | Jacob Adaktusson | 63           | 6            | 1            |  |
|  | Coen Van Keulen | Coen Van Keulen    | Coen Van Keulen | 6           | 7           |  |  |               |                    | 7                  | Philipp Petzschner | 7             | 4 | 6 |              |                  |              |              |              |  |
|  | Bart Van Delft  | Bart Van Delft     | Bart Van Delft  | 4           | 65          |  |  |               | Coen Van Keulen    | Coen Van Keulen    | 4                  | 0             |   |   |              |                  |              |              |              |  |
|  | 7               | Philipp Petzschner | 68              | 6           | 6           |  |  | 7             | Philipp Petzschner | Philipp Petzschner | 6                  | 6             |   |   |              |                  |              |              |              |  |
|  |                 | Philipp Marx       | 7               | 3           | 3           |  |  |               |                    |                    |                    |               |   |   |              |                  |              |              |              |  |

### Sezione 4
|  | Primo turno      | Primo turno        | Primo turno      | Primo turno | Primo turno |  |  | Secondo turno    | Secondo turno    | Secondo turno    | Secondo turno    | Secondo turno |   |   | Ultimo turno | Ultimo turno | Ultimo turno | Ultimo turno | Ultimo turno |  |
|  |                  |                    |                  |             |             |  |  |                  |                  |                  |                  |               |   |   |              |              |              |              |              |  |
|  |                  | Marcin Matkowski   | Marcin Matkowski | 6           | 7           |  |  |                  |                  |                  |                  |               |   |   |              |              |              |              |              |  |
|  | 4                | Nicolás Todero     | Nicolás Todero   | 4           | 6(0)        |  |  | Marcin Matkowski | Marcin Matkowski | 6                | 4                | 6             |   |   |              |              |              |              |              |  |
|  | Yves Allegro     | Yves Allegro       | 6                | 64          | 6           |  |  | Yves Allegro     | Yves Allegro     | 4                | 6                | 7             |   |   |              |              |              |              |              |  |
|  | Julien Cassaigne | Julien Cassaigne   | 1                | 7           | 3           |  |  |                  |                  |                  |                  |               |   |   |              | Yves Allegro | 6            | 3            | 4            |  |
|  | Marc Bauer       | Marc Bauer         | Marc Bauer       | 6           | 6           |  |  |                  |                  | 8                | Michael Kohlmann | 4             | 6 | 6 |              |              |              |              |              |  |
|  | Remko De Rijke   | Remko De Rijke     | Remko De Rijke   | 2           | 1           |  |  |                  | Marc Bauer       | Marc Bauer       | 64               | 2             |   |   |              |              |              |              |              |  |
|  | 8                | Michael Kohlmann   | 2                | 6           | 6           |  |  | 8                | Michael Kohlmann | Michael Kohlmann | 7                | 6             |   |   |              |              |              |              |              |  |
|  |                  | Melle Van Gemerden | 6                | 1           | 4           |  |  |                  |                  |                  |                  |               |   |   |              |              |              |              |              |  |